# Nicéforo II de Constantinopla
Nicéforo II de Constantinopla foi o patriarca grego ortodoxo de Constantinopla entre 1260 e 1261. Nada mais sabemos sobre a sua vida e as poucas obras que ele deixou foram publicadas por Migne, na Patrologia Graeca (vol. CXL).